# Colunga
Colunga – gmina w Hiszpanii, w prowincji Asturia, w Asturii, o powierzchni 97,57 km². W 2011 roku gmina liczyła 3614 mieszkańców.